# Simon Sten
Simon Sten (auch: Stenius, Stein, Achillis Clabigeri, Johannes Balaei, Simon Lithi; * um 1540 in Lommatzsch; † 31. Dezember 1619 in Heidelberg) war ein deutscher Lehrer, Philologe, Historiker und Literaturwissenschaftler.

## Leben
Sten besuchte das Gymnasium St. Afra in Meißen und begann auf einer Freistelle seiner Geburtsstadt im Sommersemester 1557 ein Studium an der Universität Leipzig. Dort erwarb er im Sommersemester 1559 den akademischen Grad eines Baccalaureus und wurde am 28. Januar 1563 Magister der Philosophie. Sein Studium setzte er 1564 an der Universität Wittenberg fort, wo er auch Vorlesungen hielt.
1569 wurde Gründungsrektor des Gymnasiums in Bautzen, wo er jedoch wegen des Verdachts des Kryptocalvinismus entlassen wurde. Daher wechselte er 1576 an das Gymnasium in Torgau, wo er ebenfalls in die theologischen Dispute involviert wurde und nahm daher eine Rektorenstelle am Gymnasium in Neubrandenburg an. Aber auch hier ließen ihn die Gnesiolutheraner nicht wirken, so dass er 1579 eine Stelle als Rektor des Gymnasiums in Neustadt an der Weinstraße annahm.
Nachdem das Gymnasium dort am 22. März 1585 geschlossen wurde, ging er am 8. Juni 1585 an die Universität Heidelberg, wo er Professor der Ethik wurde. Nebenher wirkte er als außerordentlicher Professor für griechische Sprache sowie Geschichte und übernahm 1596 die Professur für Rhetorik und Poetik. Sten beteiligte sich auch an organisatorischen Aufgaben der Heidelberger Hochschule. So war er 1587, 1593, 1599, 1604, 1609 Dekan der philosophischen Fakultät und 1589 sowie 1597 Rektor der Universität.

## Schriften (Auswahl)
1. Vita Johannis Baptistae, metaphrasi Graeca transcripta
2. Satyra in novam discodem concordiam Bergensem. Unter dem Namen Achillis Clabigeri
3. Examen recitationum D. Nic. Selnecceri de libro concordiae. Unter dem Namen Johannes Balaei
4. Testamentum ubiquitatis Brentzandreanae recens factum in Pantopia
5. Paraphrasis trium Aristotelis librorum, de arte dicendi
6. Sexta pars odyssea latinis versibus reddita
7. Vita Maritii Saxoniae electoris. Heidelberg 1593
8. Belli Smalcaldici Commentarius
9. Basilii M. homelia ebrietate cum Lat, interpretatione.
10. Narratio de conspiratione a Comite Gouriae contra Jacobum VI Scotorum Regem
11. De inquisitione Hispanica
12. Jac. Gretserus triumphatus
13. Triumphatus Jesuiticus
14. Sedulius de rectoribus Christianis
15. De Christianissimi regis perculis
16. Sium de Luthero redivivo
17. Ex Basilio M. ecclesiarum status praesentis luculenta & pulchra hyporyposis cum latina interpretatione.
18. Calvinismus Heidelbergensis.
19. Epopsis synopseos Mylianae de commedia Mistica.
20. Jesuitas falso & frustra negare, Papam Joannem VIII. Fuisse mulierem.
21. Responsio ad apologiam Jac. Gretri. Unter dem Namen Simon Lithi
22. Vita Petrus Lotichis II
23. Consilium de recuperanda & in posterum stabilienda pace regni Poloniae
24. Notae ad Martin Decani aphorismos
25. Rudimenta Graecae linguae
26. Homilia Basilici M
27. Beschreibung der ledig genannten Orthodoxen Theologen. 1725